# Yun Young-sook
Yun Young-sook (coreà: 윤영숙)  (10 de setembre de 1971) és una ex-tiradora amb arc sud-coreana que va competir durant la dècada de 1980.
El 1988 va prendre part en els Jocs Olímpics de Seül, on va disputar dues proves del programa de tir amb arc. Va guanyar la medalla d'or en la competició per equips, formant equip amb Kim Soo-Nyung i Wang Hee-Kyung, i la de bronze en la prova individual.